# Dopethrone
| Recensione | Giudizio |
| ---------- | -------- |
| AllMusic   | [ 1 ]    |

Dopethrone è il terzo album del gruppo musicale inglese Electric Wizard, pubblicato nel 2000 dalla Rise Above Records.
È stato ristampato dalla stessa etichetta nel 2004 e 2007 con una bonus track. Si caratterizza per la musica molto tetra e lenta, vicina allo stoner e al doom metal, e rispetto ai lavori precedenti il suono della chitarra è ancora più pesante e psichedelico. La voce di Jus Oborn è stata mixata più bassa degli altri strumenti e la violenza delle chitarre è stata messa in primo piano. Alcuni testi sono ispirati ai lavori di H.P. Lovecraft. In alcuni brani vengono campionate delle frasi tratte da una puntata della trasmissione americana 20/20, in cui si discute l'impatto della musica heavy metal sui giovani. La canzone Barbarian compare in una scena del film horror Bliss del regista Joe Begos.
Secondo molti critici, Dopethrone rappresenta l'apice della discografia degli Electric Wizard e la rivista Terrorizer lo ha nominato "Migliore album del decennio (2000)".

## Tracce
1. Vinum Sabbathi - 3:05
2. Funeralopolis - 8:43
3. Weird Tales - 15:05
I. Electric Frost
II. Golgotha
III. Altar of Melektaus
4. Barbarian - 6:29
5. I, The Witchfinder - 11:04
6. The Hills Have Eyes - 0:46
7. We Hate You - 5:08
8. Dopethrone - 20:48 (10:55 nelle versioni con bonus track)
9. Mind Transferral - 14:54 (bonus track su ristampe successive alla prima edizione)

## Formazione
- Jus Oborn - voce, chitarra solista e chitarra ritmica
- Tim Bagshaw - basso
- Mark Greening - batteria, percussioni, tastiere, pianoforte